# Schlangenbruch
Der Schlangenbruch ist ein Naturschutzgebiet im Landkreis Kaiserslautern in Rheinland-Pfalz. Das etwa 13 ha große Gebiet umfasst Teile der Gemeinden Hütschenhausen und Ramstein.
Durch die Unterschutzstellung sollen die „Nass- und Schilfwiesen, Großseggenriede, Röhrichte, Zwischenmoore, Torfstiche, Gebüschzonen, Birken-Erlenhochwälder, als Standorte typischer und seltener, wildwachsender Pflanzenarten und als Lebens- und Teillebensraum typischer und seltener in ihrem Bestand bedrohter Tierarten sowie der entsprechenden Lebensgemeinschaften“ erhalten werden.

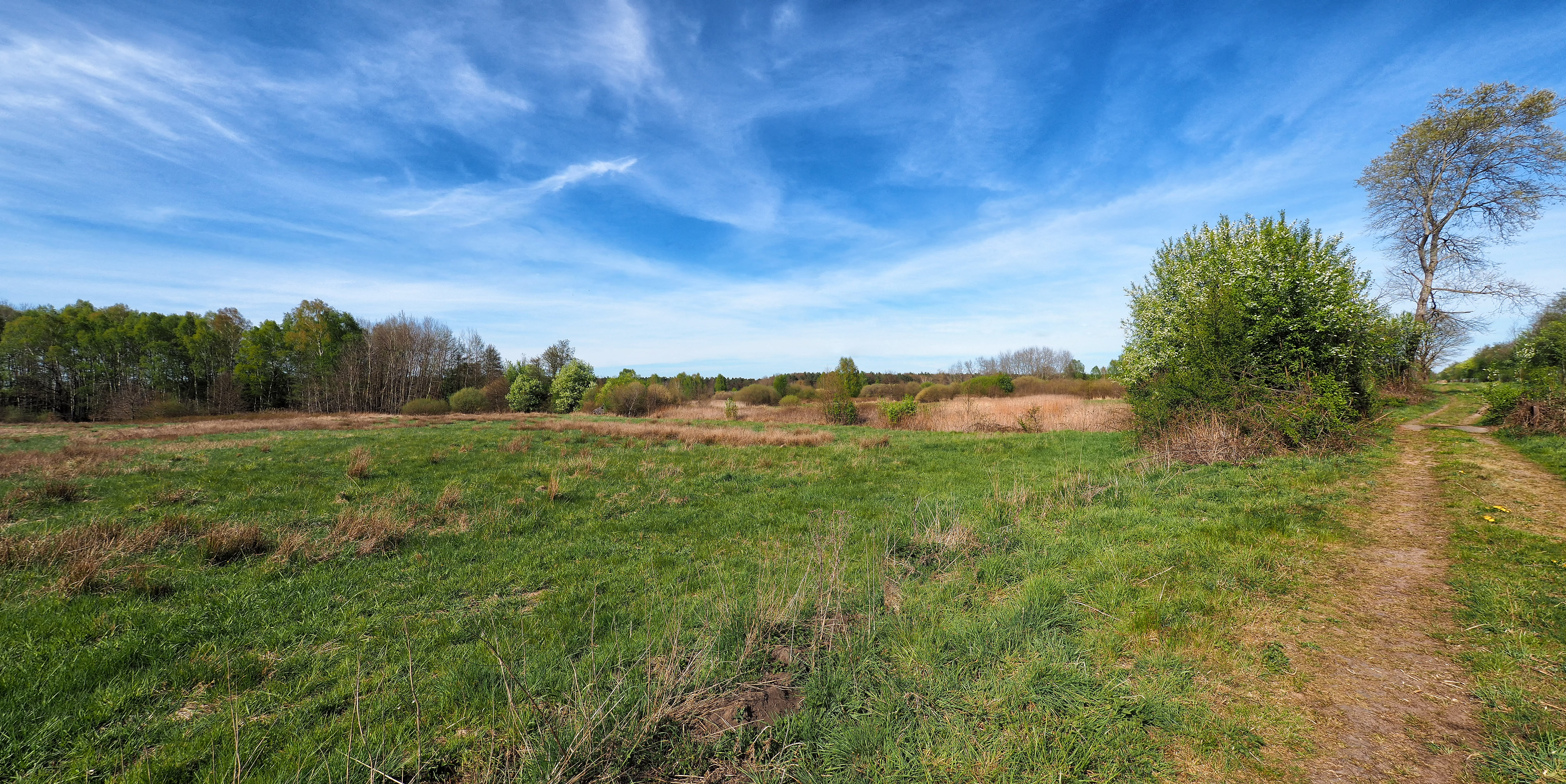
Schlangenbruch (Panorama)